# Маляр, Иосиф Исерович
Иосиф Исерович Маляр (21 июля 1932, Гайсин, Винницкая область — 27 апреля 2023) — советский казахстанский, позднее израильский историк и журналист.

## Биография
Родился 21 июля 1932 года в городе Гайсине Винницкой области на Украине. Отец — Исер Маляр (1910—1971), родом из Винницы, инженер-строитель, офицер, участник Второй мировой войны, в последние годы жизни — начальник стройуправления домостроительного комбината в Алма-Ате. Мать — Йохевед Портная (1907—1992), родом из Ободовки Винницкой области, в 30-х годах XX века — секретарь горисполкома города Гайсина, в годы Великой Отечественной войны (1941—1945) — заместитель наркома лёгкой промышленности по кадрам в городе Фрунзе (ныне — Бишкек) в Киргизии. В послевоенные годы — домохозяйка.
За неделю до начала Великой Отечественной войны отец привёз семью к месту своей воинской службы в приграничный город Ровно на Западной Украине. 22 июня 1941 года началась Великая Отечественная война. 24 июня, под бомбами гитлеровской авиации, мать с 9-летним сыном и двухмесячной дочерью на руках сумела покинуть горящий город, отец остался с отступающими частями Красной армии. Семья вернулась в Гайсин 19 июля 1941 года, за три дня до прихода в город гитлеровцев, но успела покинуть город с последним железнодорожным эшелоном и на открытой грузовой платформе, под бомбежками, через Кировоград (ныне — Кропивницкий) и Сальские степи, добралась до города Фрунзе, где прожила до февраля 1946 года. После окончания войны дивизия, где служил отец, была переведена в Алма-Ату, он перевез туда жену и детей.
В Алма-Ате Иосиф учился в семилетней школе № 14, окончил среднюю школу № 25, а затем исторический факультет Казахского Государственного университета. Преподавал историю в техникуме (1955—1957), работал в газетах «Ленинская смена» и «Огни Алатау» (1957—1965). В последующие годы — корреспондент московского Агентства печати «Новости» по Казахстану (1965—1972), заместитель председателя Редакционно-издательского совета Академии наук Казахстана (1976—1980), директор издательства «Наука» Казахской ССР (1981—1990).
В 1968 году защитил диссертацию об участии воинов-казахстанцев в Движении Сопротивления в странах Европы в годы Второй мировой войны. Значительная часть сведений, редкие документы и сохранившиеся фотографии были получены от бывших военнопленных, ставших в странах Европы участниками партизанских отрядов. После защиты и утверждения диссертации основные материалы были затребованы органами государственной безопасности и хранятся в архивах КГБ Казахстана.

## Творческая деятельность

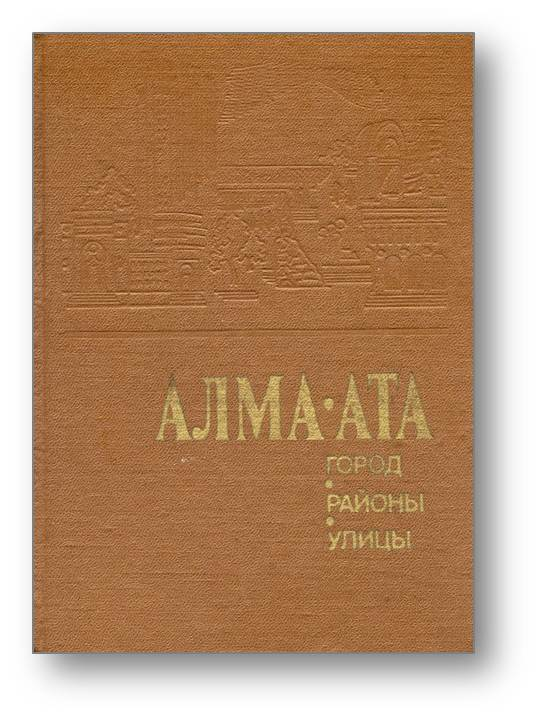
Алма-Ата. Город, районы, улицы

Первая публикация в прессе — в марте 1952 года в газете «Ленинская смена» в Алма-Ате.
Первая книга — «Восток» выходит на орбиту", Алма-Ата, 1963 год.
За годы работы в местной печати опубликовал сотни статей, репортажей и фельетонов. В период работы в Агентстве печати «Новости» опубликовал в журналах и газетах разных стран мира более 400 корреспонденций. Широкую известность получил цикл очерков «По следам Юлиуса Фучика в Средней Азии», опубликованный в середине 60-х годов XX века в газете «Праце» (Прага) и журнале «Свет Совету». Один из авторов книги «СССР в 2017 году» (Издательство АПН. Москва, 1968).
В 1954 году Иосиф Маляр подготовил доклад на университетскую конференцию, посвящённую 100-летию основания города Алма-Аты. История Алма-Аты надолго стала предметом не только научных изысканий, но и многих его популярных книг, изданных многотысячными тиражами: «Алма-Ата (путеводитель)» (1964), «Алма-Ата: сто улиц, тысяча фактов» (1966), «Алма-Ата» (исторический очерк) (1974), «Алма-Ата. Улицы города» (1981), «Их именами улицы назвали» (1983), «Алма-Ата: город, районы, улицы» (1989). Научный консультант энциклопедии «Алма-Ата» (1983), автор сценария и вступительных статей фотоальбома «Алма-Ата» (1984) и фотоальбома «Казахстан» (1985). Очерки—путеводители Иосифа Маляра «Алма-Ата» были изданы на английском, французском и немецком языках в московских издательствах «Радуга» (1983) и «Планета» (1990).
По сценариям Иосифа Маляра в Алма-Ате и Москве были сняты документальные фильмы: «Эстафета», «Свет над планетой», «Сыновья продолжают», «Крылья орла над степью» (совместное производство СССР—Венгрия), «И солнца луч…», «Земля и небо Владимира Шаталова» и др.
Иосиф Маляр — составитель и редактор книг «Слушайте голос отца» (1965), «Академия наук Казахской ССР» (1978), «Наука советского Казахстана» (1981) и других.
В составе официальных делегаций, в служебных командировках, в туристских и частных поездках, начиная с 1960 года побывал в 28 странах мира и рассказал об этом в своих журнальных и газетных публикациях, телевизионных фильмах и передачах.
Член Союза журналистов СССР с 1959 года, Заслуженный работник культуры Казахстана (1982).

## Издательская деятельность
В течение 1981—1990 Иосиф Маляр был директором книжно-журнального издательства «Наука» Казахской ССР, которое выпускало ежегодно свыше 180 названий монографий и сборников научных трудов и 8 научных журналов по всем отраслям современных знаний на казахском, русском и английском языках.
По инициативе директора было предпринято издание «Библиотеки научной фантастики», средний тираж каждой книги — 100 тысяч экземпляров. Одно из первых в стране, это научное издательство стало рентабельным, часть прибыли была направлена на поощрение сотрудников, а также на развитие типографских мощностей. Ежегодно до 15 % тиража изданий научной литературы направлялось по запросам крупных научных учреждений и организаций через объединение «Международная книга» в разные страны мира.
Книги издательства «Наука» Казахской ССР ежегодно представлялись на международных выставках научной литературы. Директор издательства Иосиф Маляр открывал и проводил такие выставки в Берлине (1983), Варшаве (1985), Братиславе (1987).

## Научная работа и общественная деятельность в Израиле
Иосиф Маляр вместе с женой приехал в Израиль в конце января 1991 года, в период боевых действий в Персидском заливе и ракетного обстрела страны.
В ноябре 1991 года был принят на работу в музей «Бейт Лохамей ха-геттаот» — Дом-мемориал борцов гетто имени Ицхака Каценельсона, первый в мире Музей Холокоста, основанный в 1949 году. Это один из основных в мире центров сбора и хранения документов, фотографий, воспоминаний о трагедии и мужестве европейского еврейства в годы Второй мировой войны.
В ноябре-декабре 1992 года по командировке музея Иосиф Маляр работал в архивах Москвы, Киева, Винницы, Каменец-Подольска, в основном, по сбору документов и материалов об участии евреев в партизанском движении на временно оккупированной нацистами территории бывшего Советского Союза в годы Второй мировой войны. Доставленные в Израиль документы, материалы, фотографии и отдельные предметы снаряжения партизанских отрядов стали основой новых экспозиций музея. В январе 1993 года Иосиф Маляр выступал в новостной программе Первого канала телевидения Израиля, рассказывая об итогах этой командировки.
Д-р истории Иосиф Маляр работал научным сотрудником музея «Бейт Лохамей ха-геттаот» с ноября 1991 до января 2009 года, взял свыше ста аудиосвидетельств-интервью у бывших партизан, узников гетто, концлагерей, которые хранятся в архиве музея.
За годы работы в музее в качестве руководителя, лектора и экскурсовода провел более 600 семинаров для новых репатриантов, ветеранов Второй мировой войны, 350 «дней учёбы» для школьников и студентов, которые включали шестичасовые лекции — экскурсии по залам музея; ряд лекций-семинаров на военных базах Армии обороны Израиля для воинов — новых репатриантов.
- 1994 год — приглашён в качестве комментатора на съёмки документального фильма Московского телевидения о нацистском преступнике Адольфе Эйхмане.
- 1995 год — награждён Почётным знаком Всеизраильского Союза ветеранов и инвалидов Второй мировой войны — борцов против нацизма.
- 2000 год — удостоен почётного звания «Заслуженный деятель Еврейского Совета Украины».
- 2009 год — лауреат Всеизраильского конкурса «Фонда имени И. Зандберга и А. Коэна» на лучшее историко-литературное произведение о героизме воинов-евреев.
- В июле 2012 года общественность отметила 80-летие со дня рождения Иосифа Маляра:[1][2][3]

### Научно-издательская деятельность в музее
- Катастрофа (ШОА) и Сопротивление,

Тель-Авив—Киев, 1993.
Редактор-составитель, автор главы.
- Винницкая область. Катастрофа (ШОА) и Сопротивление.

Тель-Авив—Киев, 1994.
Редактор-составитель, автор предисловия и раздела.
- В огне Катастрофы (ШОА) на Украине.

Свидетельства и документы, 1998.
Редактор-составитель, автор одного из разделов.
- Холокост-Сопротивление-Возрождение. Еврейский народ в годы Второй мировой войны и послевоенный период. 1939—1948.

Учебное пособие. Москва—Иерусалим, 2000.
Научный редактор- составитель, автор главы.
- Передайте об этом детям вашим. История Холокоста в Европе (1933—1945). (пер. со шведского)

Стокгольм—Москва, 2000.
Научный консультант.
- Вторая мировая война и Холокост на территории бывшего Советского Союза (1939—1945).

Даты и события, 2003.
Автор-составитель

### Публикации

#### Книги

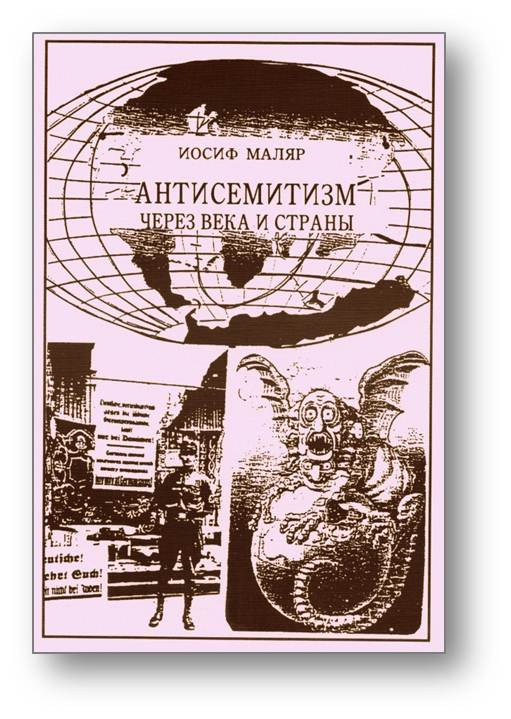
Обложка книги «Антисемитизм через века и страны»

- Антисемитизм через века и страны.

Израиль, 1995

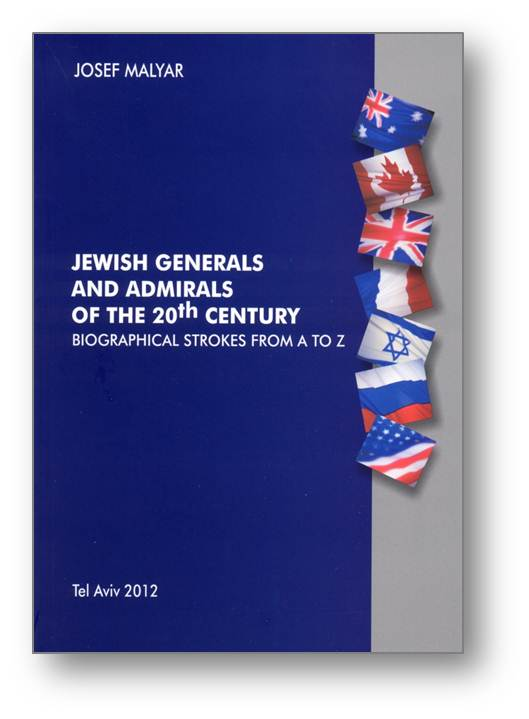
Jewish Generals and Admirals of 20th Century

- Еврейский народ в борьбе против нацизма.

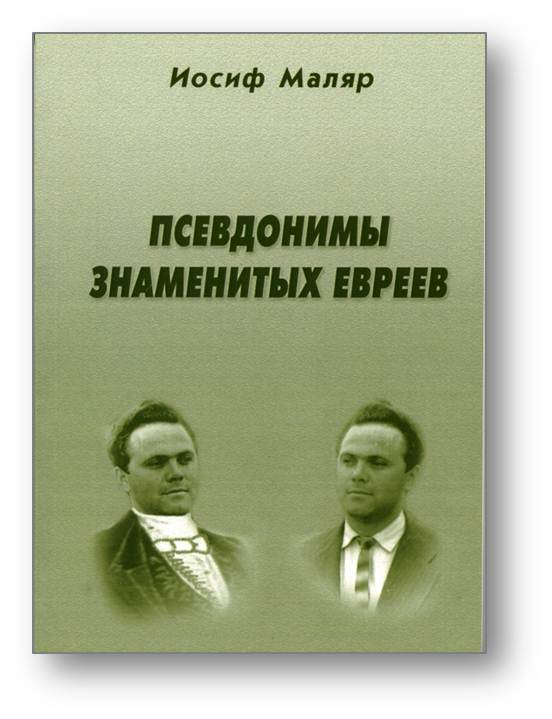
Псевдонимы знаменитых евреев

Израиль, 2000
- Еврейский мир в календаре истории. Люди, события, факты.

Россия, 2002
- Знаменитые евреи. 450 биографий в зеркале календаря.

Россия, 2007
- Псевдонимы знаменитых евреев.

Израиль, 2008
- Псевдонимы знаменитых евреев.

Россия, 2009
- Евреи — генералы и адмиралы XX века.

Израиль, 2009
Иосиф Маляр. Хроника героизма // Открытый Университет Израиля. — 2005. — Май.
- Полководцы. Евреи: генералы и адмиралы в армиях мира (XX век)

Россия, 2010
Иосиф Маляр. Полководцы Победы // Заметки по еврейской истории. — 2010. — Май (№ 5(128)).
- «Множественные миры» Хаймана Риковера, в книге «Русские евреи в Америке»

Иерусалим-Торонто-Санкт-Петербург, 2010
- Jewish Generals And Admirals Of The 20th Century, Biographical Strokes From A To Z.

Tel-Aviv, 2012

#### Журналы
- Вы знаете скульптора Иткинда?

«Алеф» (Израиль), 1992, № 453.
- На теплоходе…

«Марко Поло», (Израиль), 1999. № 12
- Город, который нельзя не любить.

«Кармиэльские встречи», 2000.
- Ицхак Садэ : портрет без ретуши.

«Алеф» (Россия), 2001, № 892.
- Летописец военной истории,

«Мысль» (Казахстан), 2011, № 11, с. 18-23.

#### Пресса и радио
- Участие евреев в партизанском движении и подпольной борьбе на Украине (1941—1944). «Голос инвалидов войны»

(Израиль), 1996, № 158
- В 1995 году — автор и ведущий еженедельных передач на радио «РЭКА» (Израиль) под рубрикой «В эти дни, 50 лет назад», посвящённых 50-летию победы над нацистской Германией.
- В 1997—1999 — автор и ведущий еженедельных передач под рубрикой «Люди и даты» на радио «РЭКА» (Израиль).
- В 2003—2005 — автор еженедельной рубрики «Это мы» в газете «Форвертс» (Нью-Йорк).
- В 2005—2007 — автор еженедельной страницы-раздела «Даты, события, люди» в «Еврейской газете» (Берлин).

## Семья
- Жена — Нелли (1935). До 1990 года — доцент Казахского сельскохозяйственного института, доктор наук, автор двух монографий и 30 научных статей, участник международных конференций по проблеме рекультивации (восстановления) земель. После 1991 года — научный сотрудник Института пустынь в Израиле.
- Дочь — Рина (1957). До 1990 — доктор наук, ученый секретарь института ботаники Академии наук Казахской ССР. После 1991 года — Professor at Institute of Plant Sciences, Центр Вулкани[англ.], Израиль.
- Сын — Илья (1966). До 1990 года — инженер связи в Алма-Ате, после 1991 года — работал в организациях связи в Израиле, с 1999 года — инженер в сфере телекоммуникаций в США.